# Лупра
Лупра (фин. Lupra) — упразднённая деревня на территории Громовского сельского поселения Приозерского района Ленинградской области.

## Название
Происхождение топонима «Лупра» неизвестно, в переписях деревень XVI века он не встречается.
В 1948 году на общем собрании местного колхоза «имени Горького» деревне было выбрано новое название — «Горная», которое позднее было изменено на «Верхние Горки». По названию колхоза местные жители называли её также «Горьковское».

## История
Деревня Лупра делилась на четыре части: в верхнем течение ручья Юлиоя — Силвастинмяки, в центре поля у дороги — Аккасенмяки, северная часть находилась за ручьём Юлиоя и самая маленькая часть деревни лежала вдоль дороги на Паннусаари (ныне Славянка), у ручья Сопеноя. 
Жители занимались в основном животноводством, сдавая молоко и поросят на приемный пункт станции Саккола (Громово). По состоянию на 1939 год в деревне было 21 хозяйство. Здесь жили семьи Хянникяйненов, Силвасти, Акканен, Куйсма, Питкянен и другие.
Первые советские переселенцы появились в деревне Лупра в 1945 году, но основным годом заселения стал следующий, 1946 год. Деревня перешла в руки новых хозяев абсолютно неповрежденной. Новосёлы образовали в деревне колхоз «имени Горького». 
В 1948 году деревня была признана неперспективной, дома были разобраны и перевезены в соседнюю деревню Тийтуа, на центральную усадьбу совхоза «Красноармейский».
В настоящее время сохранился только один финский дом.

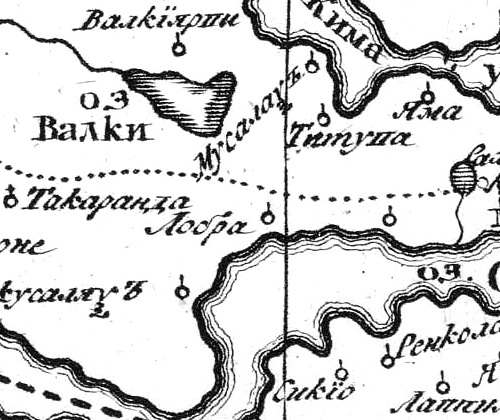
Деревня Лобра на русской карте 1745 года
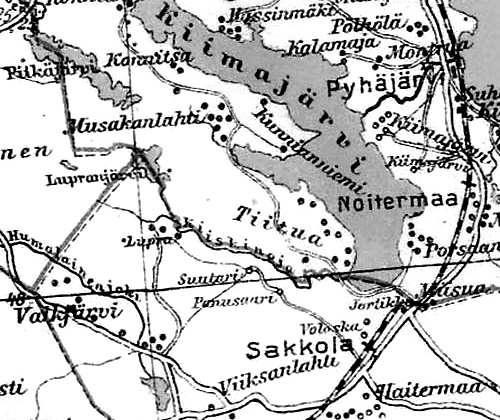
Деревня Лупра на финской карте 1923 года

## География
Деревня находилась в 3 км к северо-западу от современного посёлка Славянка. 
Деревня располагалась по берегам Славяновского ручья (фин. Kiiskinoja), на котором была возведена водяная мельница.